# Shrekoleda
Shrekoleda (orig. Shrek the Halls) je televizní speciál ze série filmů Shrek, který měl premiéru v listopadu 2007 na televizi ABC, v Česku na TV Nova o Vánocích 2007. Navazuje na film Shrek Třetí.

## Děj
Děj Shrekoledy začíná před Vánoci, kdy Oslík tento svátek Shrekovi neustále připomíná. Shrek nejdříve odmítá Vánoce slavit, ale nakonec po Oslíkově naléhání, je nucen Fioně slíbit překvapení a začíná se na Vánoce připravovat. Protože neví, jak se mají Vánoce slavit, jde do obchodu s knihami, kde mu prodavačka dá knihu Vánoce pro vidláky, kde je vše uvedeno krok za krokem.
Shrek ozdobí dům, pořídí stromeček, aby mohl se svou rodinou strávit dokonalé Vánoce. Ale Oslík do bažiny přivede jejich přátele, což zhatí Shrekovy plány. Když se Shrek chystá vyprávět pohádku, postupně ho přeruší Oslík, Kocour v botách a Perníček. Oslík pak objeví Shrekovu vánoční knihu a začne o ni boj, při kterém je zničena dekorace, nábytek i stromek. Shrek své přátele proto vyhodí z domu.
Fiona se Shrekem se pohádají, a tak Fiona odejde s dětmi z domu, aby se jejich přátelům omluvila. Shrekovi je líto, že zkazil Vánoce, a tak se za nimi vydá taky. Všem se omluví a řekne, že chtěl připravit své rodině perfektní Vánoce, ale sám je nikdy neměl, tak nevěděl, jak to udělat. Oslík se také za všechno omluví a řekne, že Vánoce bez pláče nikdy nejsou Vánoce.
Po krátké koulované se všichni vrátí do bažiny, kde Shrek začne vyprávět o Zlobru Clausovi. Chvíli na to slyší rolničky, a tak se jdou podívat ven, kde uvidí Santu a jeho soby.

## Obsazení
| Postava         | Originální dabing | Český dabing       |
| --------------- | ----------------- | ------------------ |
| Shrek           | Mike Myers        | David Novotný      |
| princezna Fiona | Cameron Diaz      | Kamila Špráchalová |
| Oslík           | Eddie Murphy      | Tomáš Juřička      |
| Kocour v botách | Antonio Banderas  | Aleš Procházka     |